# Чистеблота
Чистеблота (пол. Czystebłota, нім. Reinbruch) — село в Польщі, у гміні Збічно Бродницького повіту Куявсько-Поморського воєводства.
Населення — 71 особа (2011).
У 1975-1998 роках село належало до Торунського воєводства.

## Демографія
Демографічна структура станом на 31 березня 2011 року:
|          | Загалом | Допрацездатний вік | Працездатний вік | Постпрацездатний вік |
| -------- | ------- | ------------------ | ---------------- | -------------------- |
| Чоловіки | 35      | 8                  | 23               | 4                    |
| Жінки    | 36      | 13                 | 16               | 7                    |
| Разом    | 71      | 21                 | 39               | 11                   |